# مستطيل ذهبي

طريقة لإنشاء المستطيل الذهبي. المربع باللون الأحمر والأبعاد الناتجة هي النسبة الذهبية 1:

المستطيل الذهبي هو مستطيل تحقق نسبة أطوال أضلاعه النسبة الذهبية 1:{\displaystyle \varphi } والتي تساوي تقريباً 1:1.618.
من أهم خصائص هذا الشكل أنه إذا تم إزالة جزء ذو شكل مربع، فإن الشكل الباقي أيضاً يكون مستطيل ذهبي. ومن الممكن تكرار هذه العملية بشكل لانهائي والحصول على الحلزون الذهبي.

## إنشاء المستطيل الذهبي المحيط للمربع
من الممكن إنشاء المستطيل الذهبي باستخدام إنشاءات الفرجار والمسطرة باتباع الخطوات التالية والموضحة في الشكل المجاور:
1. أنشأ مربع
2. ارسم مستقيماً من منتصف أحد الأضلاع إلى رأس في الضلع المقابل
3. استخدم هذا المستقيم كنصف قطر دائرة وارسم قوساً يحدد طول المستطيل
4. إكمال أضلاع المستطيل.

## إنشاء المستطيل الذهبي المحاط من المربع

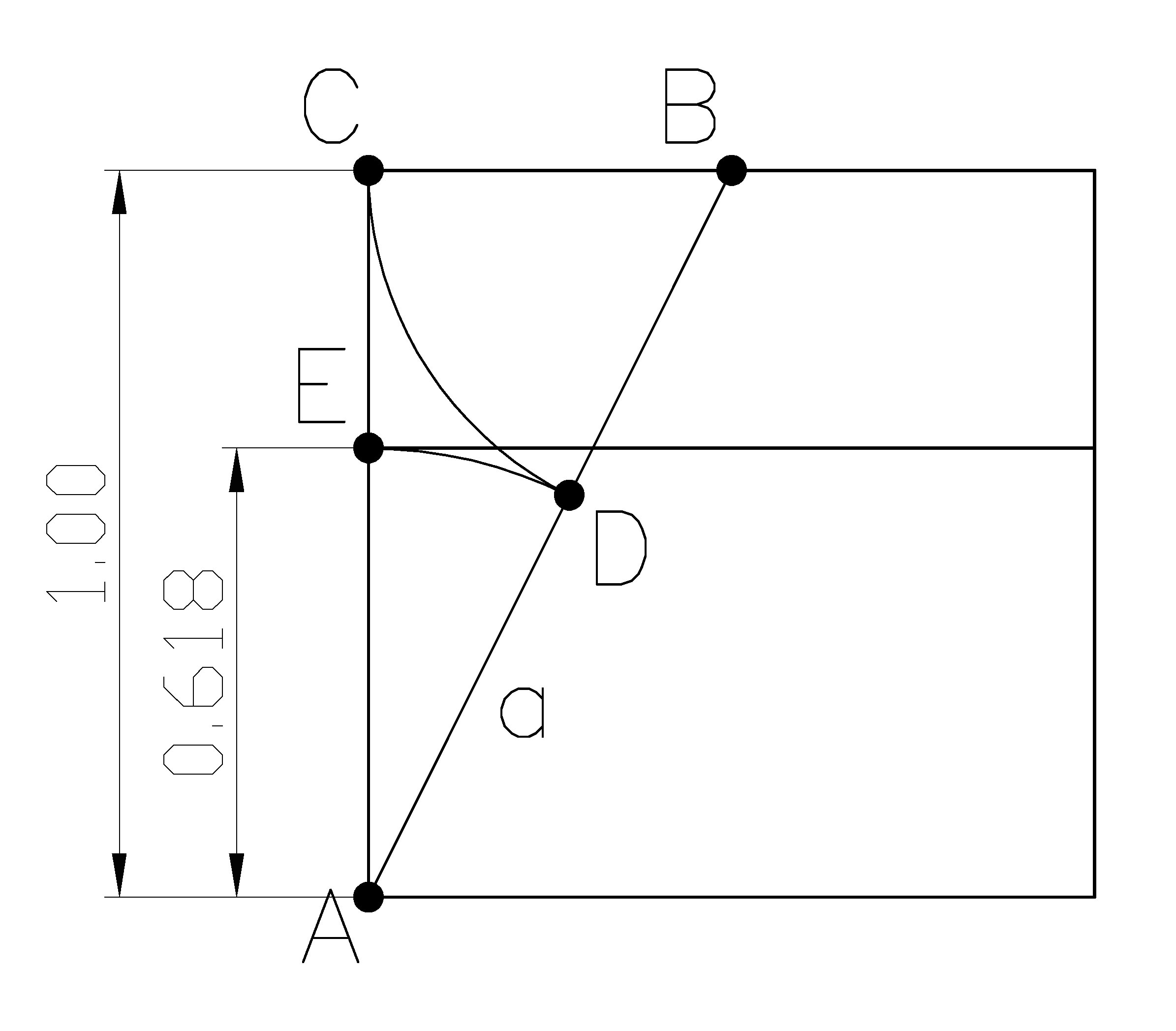
انشاء المستطيل الذهبي المحاط من المربع

يمكن إنشاء المستطيل الذهبي داخل محيط المربع، باستخدام نفس طريقة تقسيم المستقيم وفقا للنسبة الذهبية:
1. نرسم خط a من رأس من رؤوس المربع، مثلا A إلى منتصف الضلع المقابل مثلا B.
2. نرسم دائرة الفا نصف قطرها BC ومركزها B
3. نحدد النقطة D كتقاطع بين الدائرة الفا والخط AB
4. نرسم دائرة بيتا نصف قطرها AD ومركزها A.
5. نحدد النقطة E كتقاطع بين الدائرة بيتا والخط AC
6. واخيرا نرسم الخط الافقي المار بالنقطة E, وهكذا حددنا المستطيل الذهبي المحاط من المربع

## وصلات خارجية
- إيريك ويستاين، النسبة الذهبية، ماثوورلد Mathworld (باللغة الإنكليزية).